# إليو مورا
إليو مورا (بالإسبانية: Elio Mora)‏ (14 يناير 1977 بأسونسيون في باراغواي - ) هو مدرب كرة قدم ولاعب كرة قدم باراغواياني في مركز الهجوم. لعب مع Resistencia S.C. ‏.

## وصلات خارجية
- إليو مورا على موقع Soccerway.com (الإنجليزية)